# クララ・ロックモア
クララ・ロックモア（Clara Rockmore, 1911年3月9日 - 1998年5月10日）は、リトアニア出身のテルミン奏者。

## 経歴

### 幼少期
クララ・ライゼンベルク（Clara Reisenberg）としてロシア帝国ヴィリナ県ヴィリナ（現在はリトアニアの首都ヴィリニュス）に生まれる。幼少期にはヴァイオリンの天才であり、5歳でサンクトペテルブルク音楽院に入門し、入門を認められた最年少の記録を残す。ヴァイオリンの達人レオポルト・アウアーに師事する。不運なことに、幼少期の栄養失調による骨の障害で、10年来のヴァイオリンの演奏は諦めざるを得なくなるが、それによりまだ新しい電子楽器であったテルミンと出会い、最も高名な奏者になることとなった。

### キャリア
クララはニューヨークとフィラデルフィアでオーケストラにソリストとして参加し、またポール・ロブスンとのアメリカ全国ツアーを行って聴衆を驚かせた。1977年には初めての商業盤となる「The Art of the Thermin」を発表した。このアルバムはロバート・モーグの要請により作られたもので、 クララとコンサートで数回共演していた姉ナディア・ライゼンバーグを特集した。

### 私生活
レフ・テルミンからのプロポーズを幾度となく受けるも、法律家のロバート・ロックモアと結婚し、以後は奏者としても夫の姓を名乗った。
1998年5月10日、ニューヨークにて死去。87歳没。健康状態が1年ほどで急激に悪化する中、姉の孫娘を見るべく生きようと決心し、またそう公言していたが、クララが死んだのはその子が生まれて2日後だった。

## テルミンへの貢献
クララはクラシック音楽の教育を受けていた点で、当時の他の多くのテルミン奏者に対して大きく有利だった。また、テルミンは平均律によって定められた音だけでなくどんな音でも出すことができる楽器で、また楽器に触れることではなく近づくことで演奏するため、その音色は奏者の動きにかかっている。クララが絶対音感の持ち主であることは、演奏する上で役に立ったほか、とても正確に速く体を動かすことができたことも強みとなった。クララは運指法を含め、独特なテルミンの演奏方法を確立した。この演奏法を用いることで、クララは速い曲や音の跳躍を含む曲を、より一般的であったポルタメントやグリッサンドを使わず、正確に演奏することができるようになった。

### 楽器への影響
一方クララは、テルミンという楽器の限界も理解していた。彼女はレフ・テルミンと個人的に親密だったため、テルミンのデザインと進歩について提案し、その改良を助けた。例えば、奏者の姿がより見やすいようテルミンの高さを低くしたり、ピッチアンテナの感度を高めたりした他、楽器の演奏できる音階を3オクターブから5オクターブに増やすように提案したのもクララである。

### 大衆への影響
多くの大衆がテルミンが出来ることにやや後ろ向きな結論に至る中、クララはその芸術的な手腕で批評家のテルミンへの印象を変え、1938年にニューヨークのタウンホールで大規模なコンサートを行うころまでに、次第に有名になっていた。
2016年3月9日には、クララの生誕105周年を記念したアニメーションが製作され、GoogleのDoodleに採用された。

## 音楽作品
- The Art of the Theremin (1977年)
- Clara Rockmore's Lost Theremin Album (2006年)

## 映像作品
- Martin, Steven M. (Director) (24 August 1995). Theremin: An Electronic Odyssey (Film and DVD). MGM. ASIN B00005BKZO. 2012年9月14日時点のオリジナルよりアーカイブ。
- Moog, Robert (Producer) (1998). Clara Rockmore: The Greatest Theremin Virtuosa (Videotape (VHS)). Moog Music and Little Big Films. 2008年12月22日時点のオリジナルよりアーカイブ。
- Moog, Robert (Producer) (2005). Two Theremin Classics (DVD). Moog Music and Little Big Films.

## 大衆文化
2007年、アイルランドのエレクトロ・ポップバンドThe Garland Cultは、アルバム "Protect Yourself from Hollywood" の中で、クララの名がついた楽曲を公開した。
カナダの作家ショーン・マイケルズは、2014年のスコティアバンク・ギラー賞受賞作の小説 "Us Conductors" において、クララとレフの関係についてのフィクションを描いた。